# گائتان آریب
گائتان آریب (انگلیسی: Gaëtan Arib؛ زادهٔ ۲ نوامبر ۱۹۹۹) بازیکن فوتبال است.
از باشگاه‌هایی که در آن بازی کرده‌است می‌توان به باشگاه فوتبال والنسین اشاره کرد.